# アーネスト・ブラマ
アーネスト・ブラマ（Ernest Bramah, 1868年3月20日 - 1942年6月27日）はイギリス出身の作家。本名はアーネスト・ブラマー・スミス（Ernest Brammah Smith）。

## 生涯
イギリスのマンチェスター郊外に生まれ、農場経営に従事。資産家になった父の援助を受けながら執筆活動を開始し、ジェローム・K・ジェロームの秘書を務めたのちに本格的な創作活動に入る。アラビアン・ナイト風の奇譚を集めた連作「カイ・ルンの財布」や盲目の探偵マックス・カラドスの生みの親として知られている。
プライベートを一切公にしなかったため、詳細な人となりが長く知られなかった。後半生はロンドン郊外のハマースミスで妻と共に暮らし、1942年に同地で死去。彼の死後、夫人により彼の出版作品のコレクションがハマースミスの図書館に寄贈された。
ディストピア小説の「What Might Have Been」（1900年）は、ジョージ・オーウェルの「1984年」に影響を与えた。また、イギリスの銅貨について論じた「English Regal Copper Coins」（1929年）は、現在もアンティークコインのオークション市場において引用される。

## 主な著作

### マックス・カラドスもの
- Max Carrados(1914年)　第1短編集。『マックス・カラドス』
- The Eyes of Max Carrados(1923年)　第2短編集。『マックス・カラドスの事件簿』（東京創元社、1978年）
- The Specimen Case(1924年)　第3短編集。『標本ケース』。カラドスものはThe Bunch of Violets　「スミレの花」のみで残りはノンシリーズの作品[3]。
- The Bravo of London (1934年)カラドス唯一の長編。『ロンドンの喝采』

### カイ・ルンもの
- The Wallet of Kai Lung (1900年)連作。『カイ・ルンの財布』